# Kono (langue de Guinée)
Pour les articles homonymes, voir Kono.
Le kono est une langue mandée parlée principalement en Guinée forestière dans la préfecture de Lola.
C'est une langue très proche du kpèllé.